# Puerto Armuelles
Puerto Armuelles è un comune (corregimiento) della Repubblica di Panama situato nel distretto di Barú, provincia di Chiriquí, di cui è capoluogo. Si estende su una superficie di 222,5 km² e conta una popolazione di 20.455 abitanti (censimento 2010).